# De Maasmolen
De Maasmolen  is een korenmolen in Nederasselt in de Gelderse gemeente Heumen.
De Maasmolen staat iets buiten het dorp Nederasselt net buiten de Maasdijk aan een vijver. Deze gesloten standerdmolen is gebouwd in 1741 en vervangt een oudere molen die bij een dijkdoorbraak werd weggespoeld. De letters HH in de windvaan verwijzen naar de molenaarsfamilie Heijnen, die in de 19e eeuw de molen bediende.

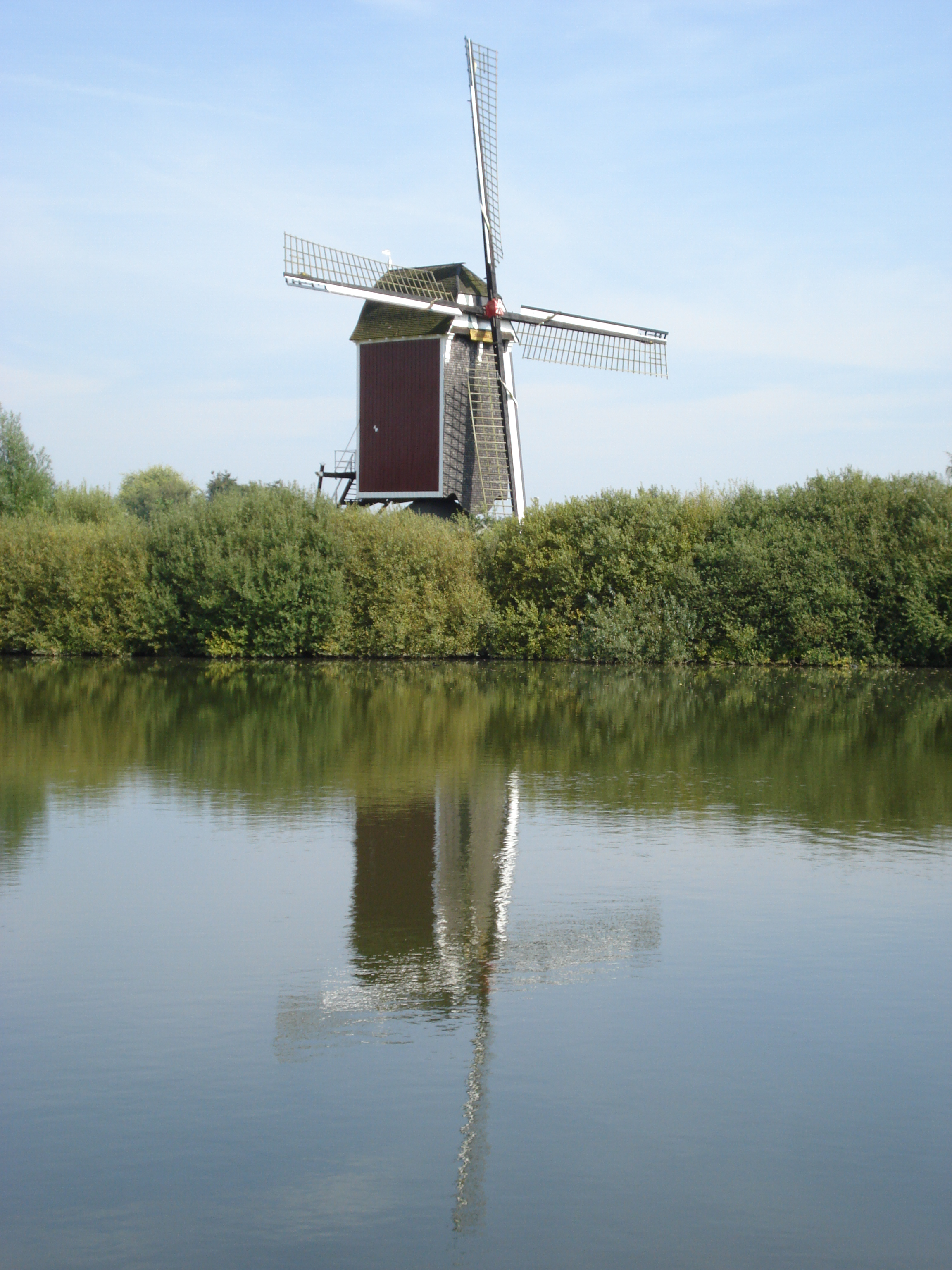
De Maasmolen en zijn spiegelbeeld

De molen is op zaterdagmiddagen te bezoeken. Of op afspraak.
Zie ook: Lijst van windmolens in Gelderland

## Voetnoten
1. ↑  Jaap Willems, Mooie plekjes in het Rijk van Nijmegen, deel 3, Novella uitgeverij 1985